# 브릴란테 멘도사
브릴란테 멘도사(Brillante Mendoza, 1960년 7월 30일~)는 필리핀의 영화 감독이다. 2009년 영화 《도살》(Taklub)을 통해 칸 영화제 감독상을 수상했다.

## 작품 목록
- 마사지사(2005)
- 폭염(2006)
- 마노로(2006)
- 입양아(2007)
- 새총(2007)
- 서비스(2008)
- 도살(2009) - 칸 영화제 감독상
- 롤라(2009)
- 포로(2012)
- 자궁(2012)
- 빙의(2013)
- 덫(2015)
- 마'로사(2016)